# 温州台风网

2013年10月6日21点温州台风网实时显示双台风正往中国大陆沿海逼近

温州台风网，是一个以西太平洋的台风信息实时发布为主，兼有台风相关知识和防范措施指导等的一个专业型网站，因其快速更新的实时信息而在中国大陆等地有较高的知名度，曾经在2012年8月的西太平洋台风季节因单日浏览量暴增至200万而一度发生服务器瘫痪。